# Actinochaetopteryx setifacies
Actinochaetopteryx setifacies là một loài ruồi trong họ Tachinidae.